# Tríptico Harbaville

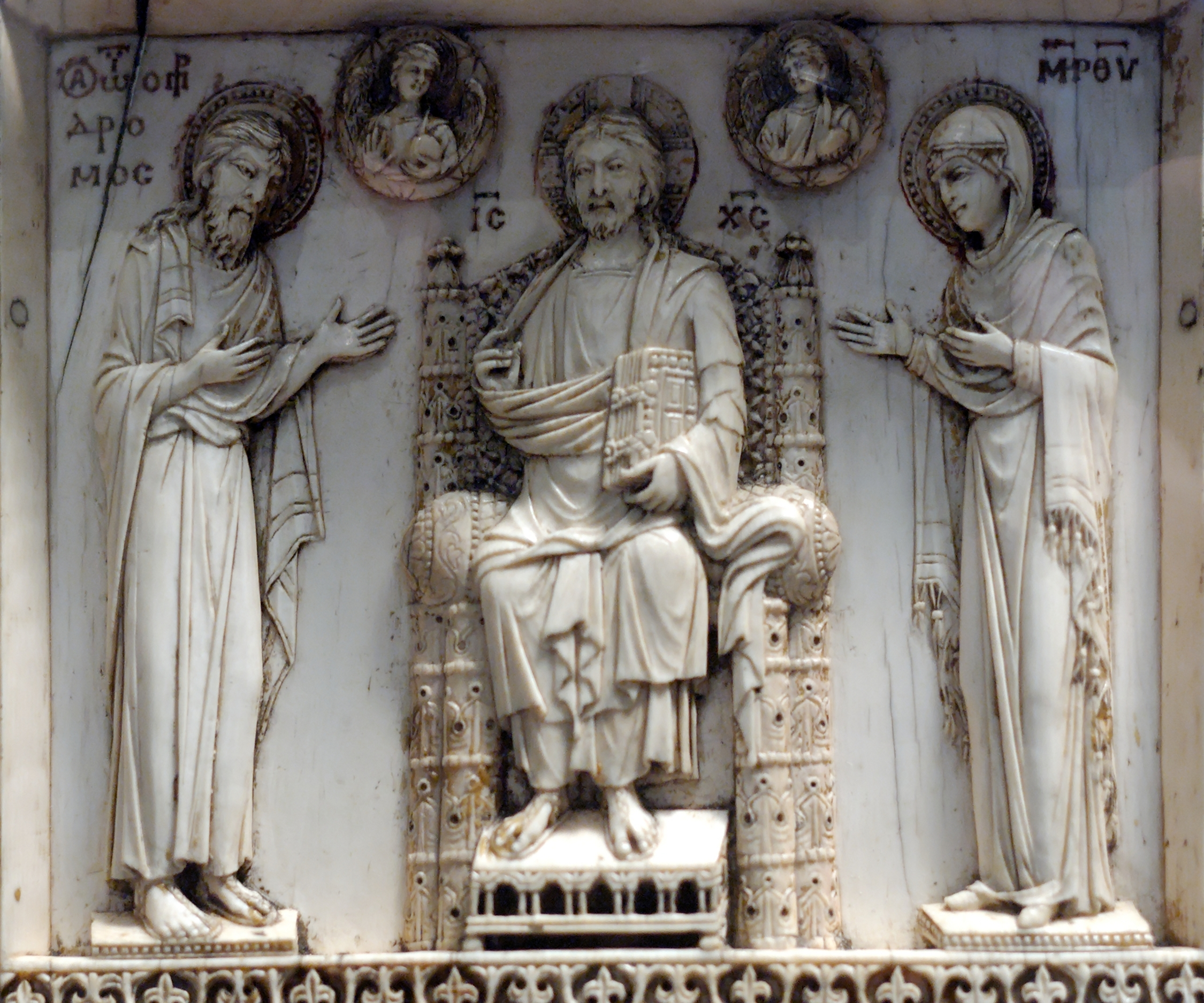
Hoja del medio, panel superior: Deesis, Cristo, María y Juan el Bautista

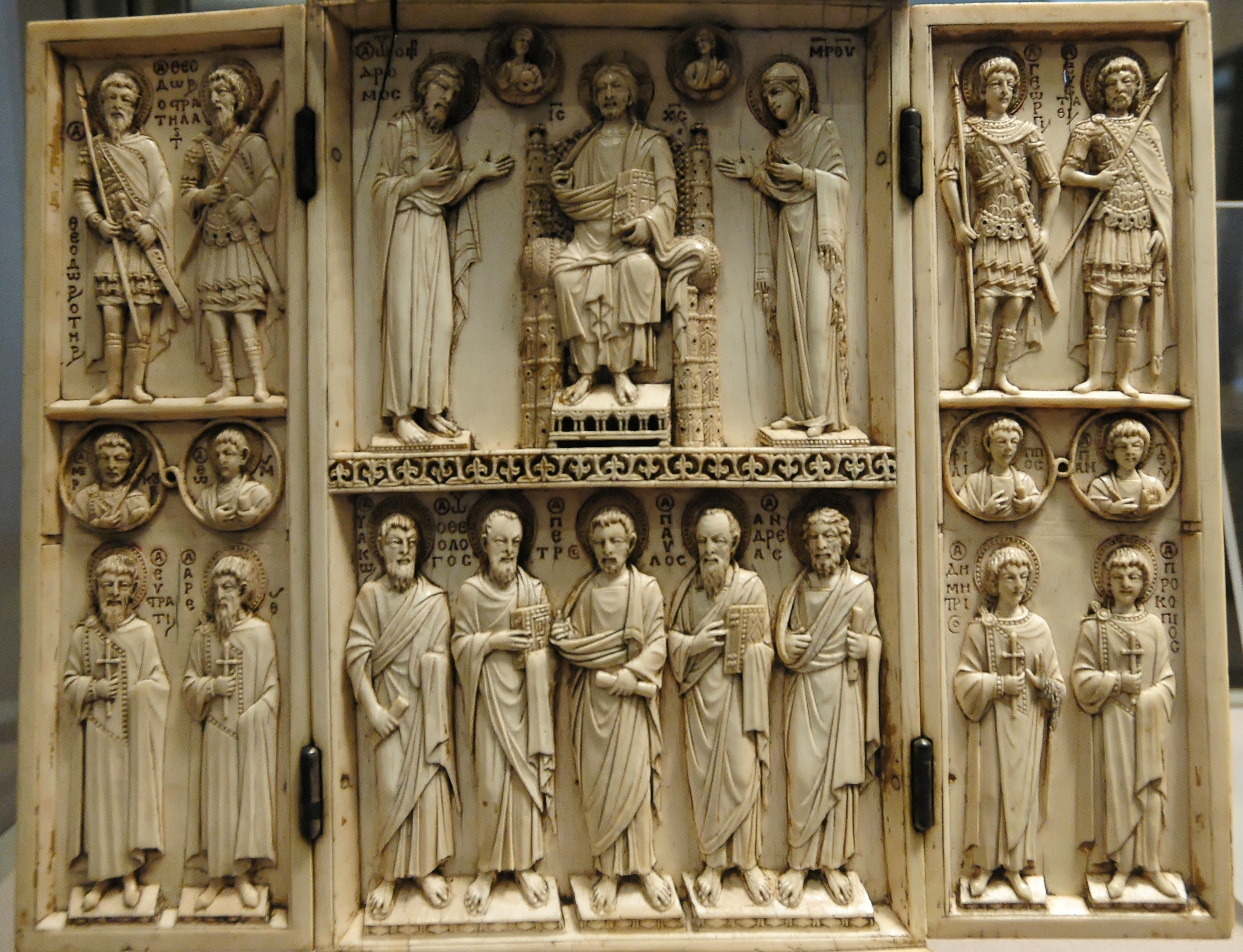
Recto, vista total. 28 x 24 cm.

El tríptico Harbaville  es un tríptico de marfil bizantino de mediados del siglo X con una deesis y otros santos, actualmente en el Louvre. Restos de pintura pueden verse aún en algunas figuras. Está considerado como el marfil de más calidad, y mejor conservado, del «grupo de Romano» de marfiles de un taller en Constantinopla, probablemente estrechamente conectados con la corte imperial.  
El grupo se llama así por la placa de marfil de Romano y Eudoxia en el Cabinet des Médailles de la Bibliothèque nationale de France, París, que muestra a Jesucristo coronando a un emperador, y a su emperatriz. Se cree que o bien era Romano II coronado en 959, o posiblemente Romano IV, coronado en 1068. Obras relacionadas con esta están en Roma, el Vaticano, y Moscú, este último una coronación también, probablemente datada en 944.
De este «grupo de Romano» el tríptico Harbaville está considerado «de lejos el de más calidad, pues muestra una elegancia y delicadeza que están ausentes en los otros. Todos están en el estilo pulito y elegante típico de la escuela cortesana». Otros grupos de marfiles se han identificado, presumiblemente representando la producción de diferentes talleres, quizás también empleados por la corte, pero en general de calidad inferior, o al menos refinamiento. Puesto que sobrevive mayor número de marfiles que pinturas sobre tabla de aquella época, son muy importantes para la historia del arte macedonio.
Todos los lados del tríptico están tallados totalmente, con más santos en el exterior que en las hojas laterales, y un elaborado esquema decorativo en la parte trasera de la hoja central.
La historia temprana del marfil no está documentada. Deriva su nombre de su primer propietario, el anticuario Louis-François Harbaville (1791-1866), quien lo heredó de sus parientes políticos, la familia Beugny de Pommeras de Arrás. Fue adquirido por el Louvre en 1891 a los nietos de Harbaville y sus herederos.

## Para saber más
- Evans, Helen C. & Wixom, William D., The glory of Byzantium: art and culture of the Middle Byzantine era, A.D. 843-1261, no. 80, 1997, The Metropolitan Museum of Art, New York, ISBN 9780810965072; texto completo disponible en línea - The Metropolitan Museum of Art Libraries

## Galería

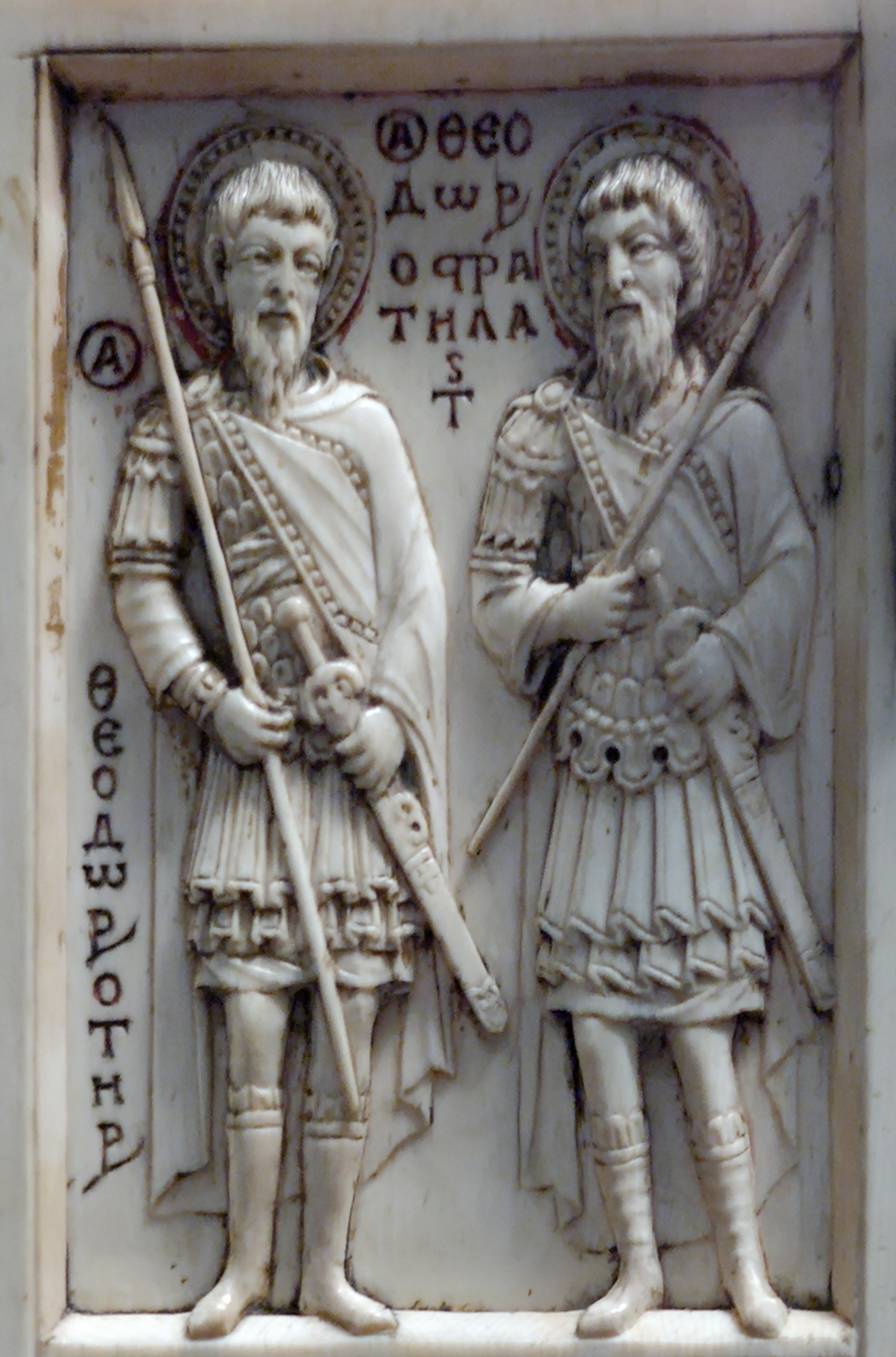
Hoja izquierda, panel superior: Teodoro de Amasea y Teodoro Stratelates
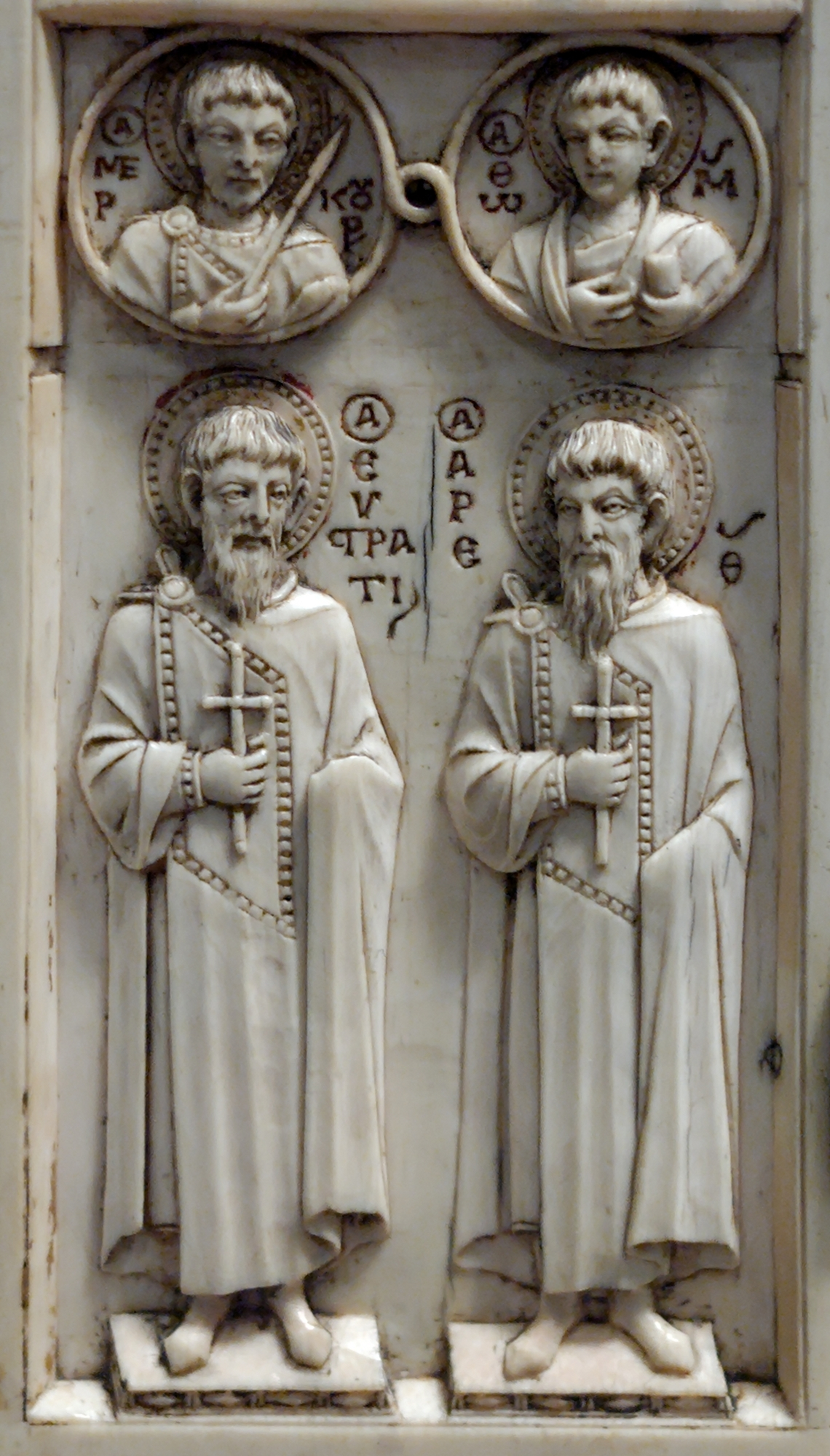
Hoja izquierda, panel inferior: San Eustracio y Aretas. En los círculos, Mercurio de Cesarea y Tomás el Apóstol.
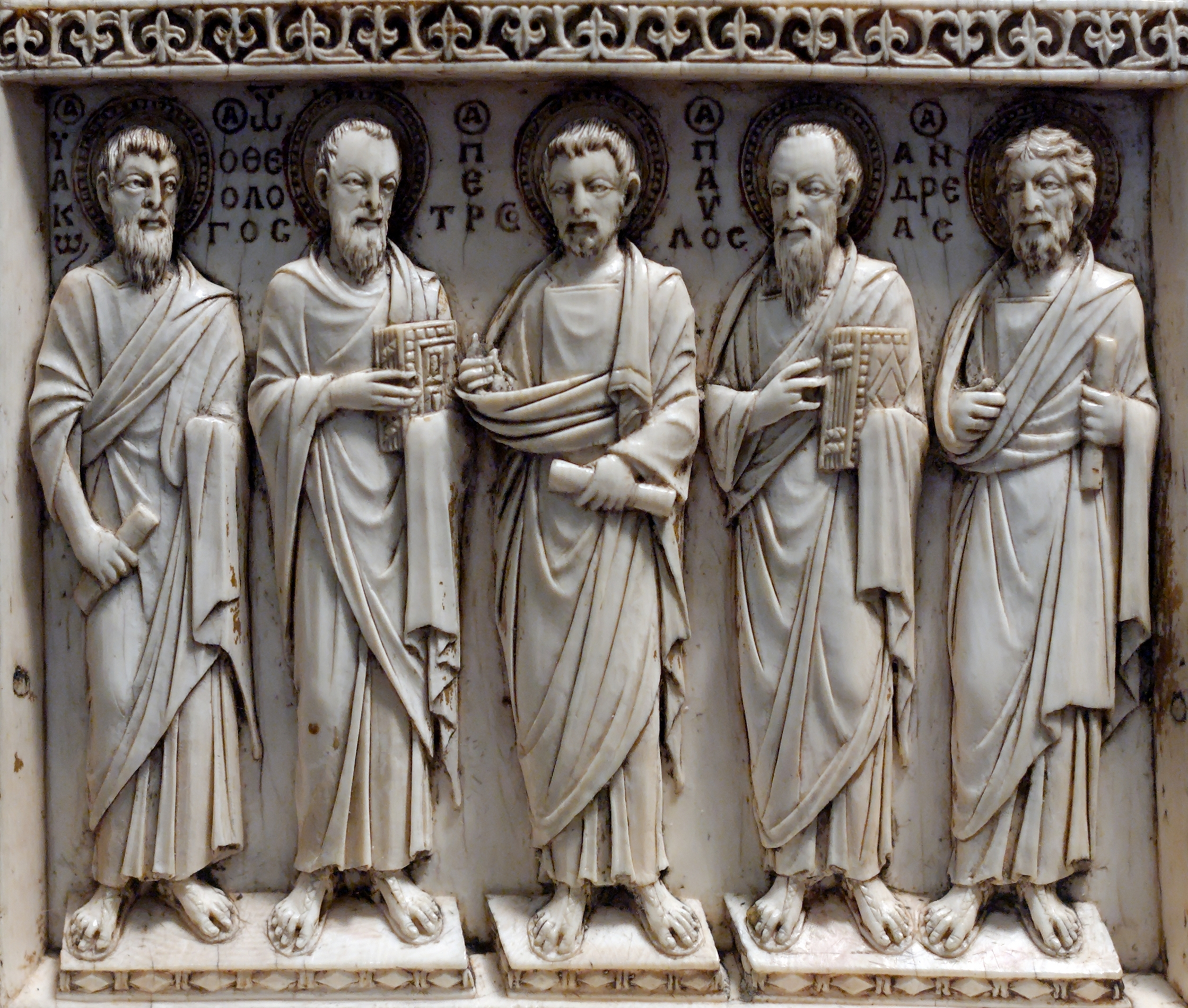
Hoja del medio, panel inferior: los apóstoles Santiago, Juan, Pedro, Pablo y Andrés
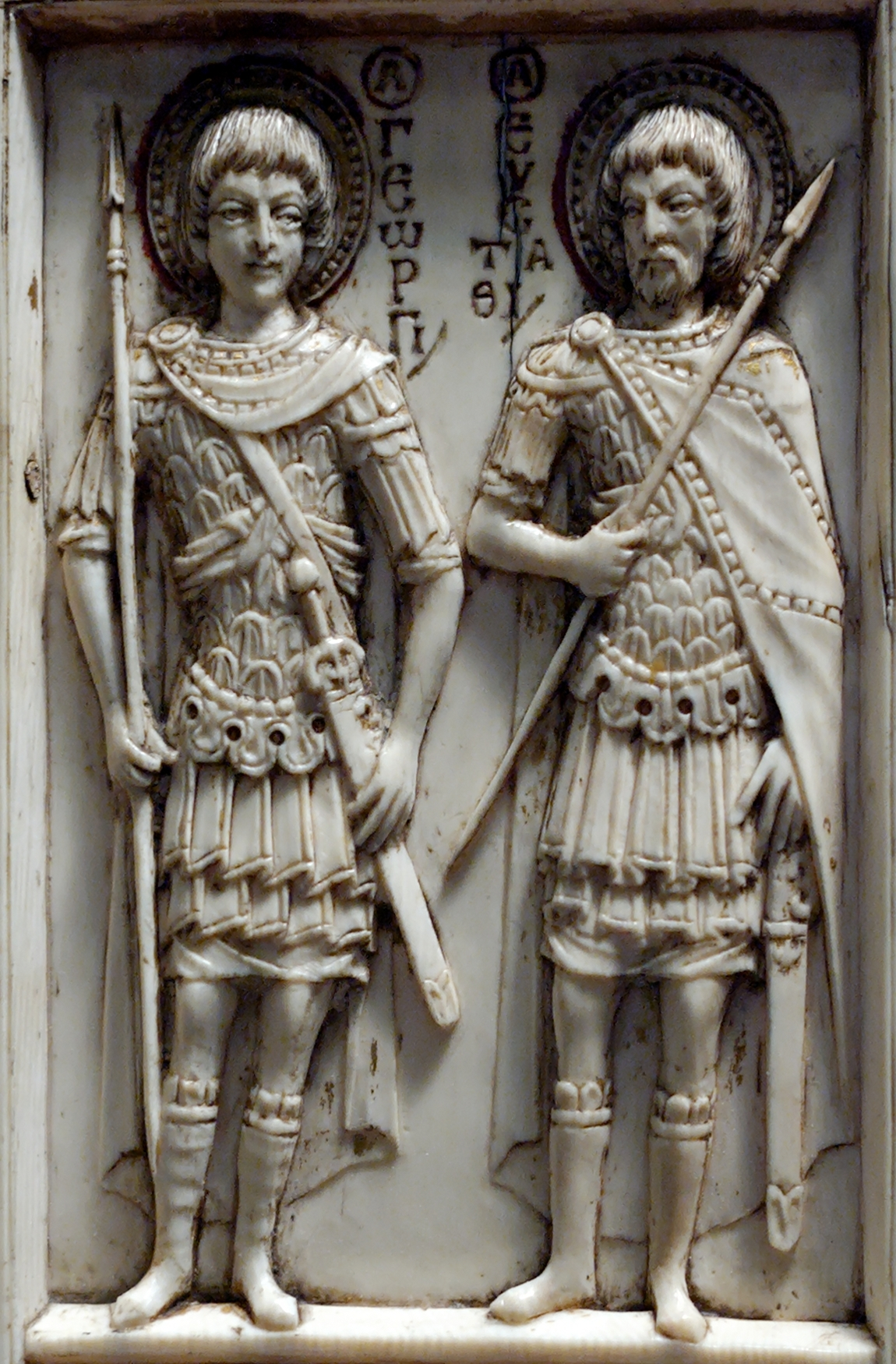
Hoja derecha, panel superior: San Jorge y Eustaquio de Roma
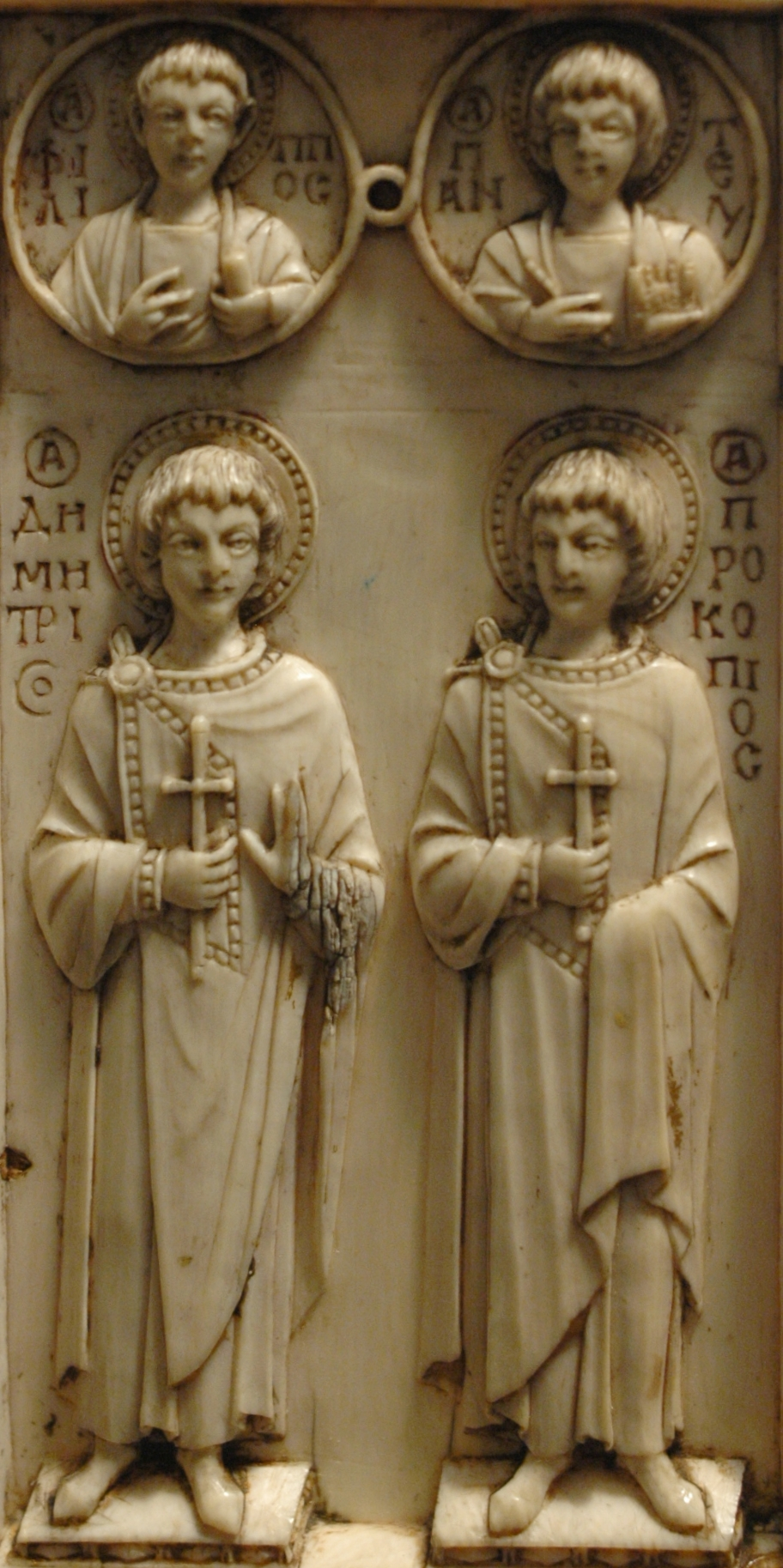
Hoja derecha, panel inferior: Demetrio de Tesalónica y San Procopio. En los círculos, Felipe el Apóstol y san Pantaleón
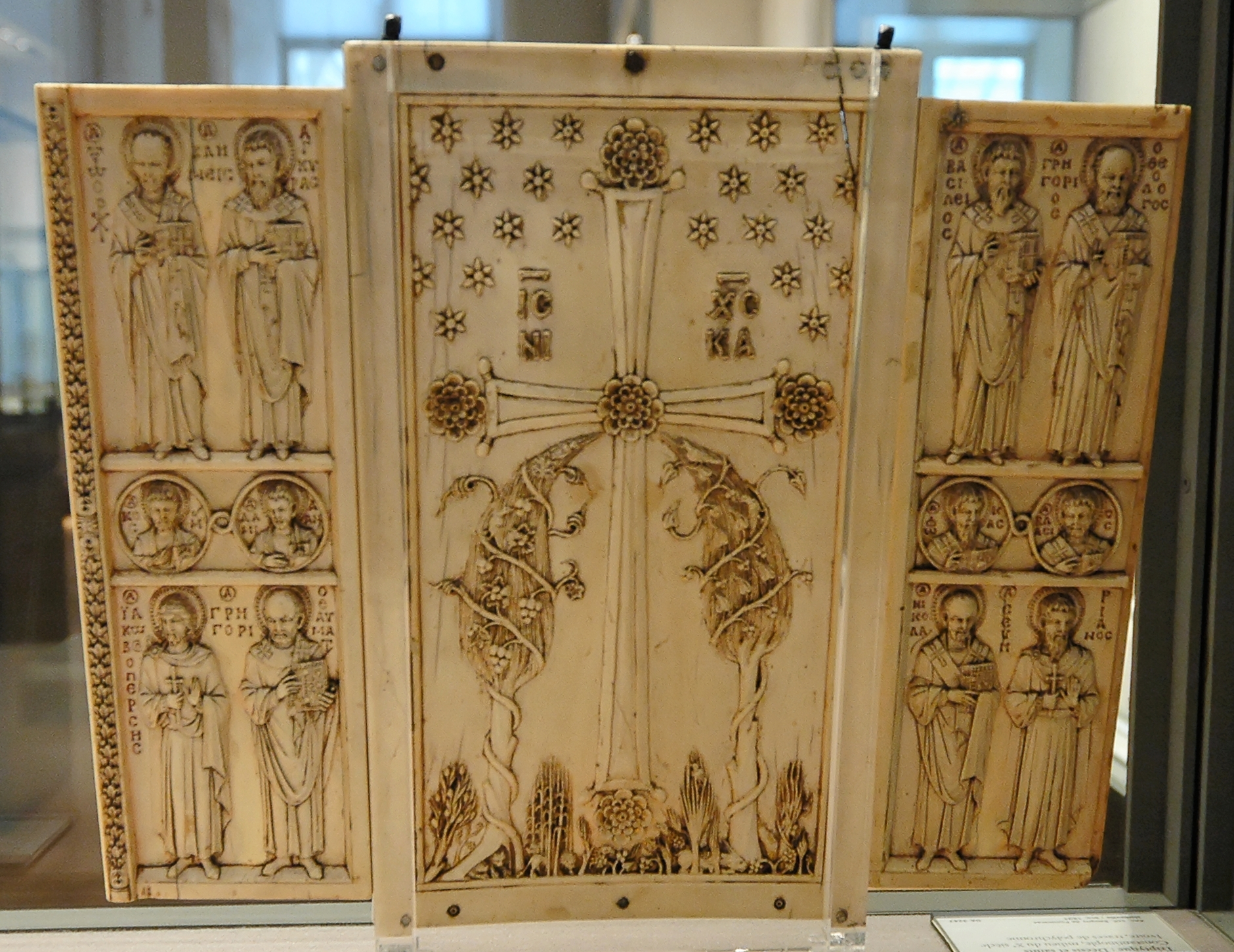
Dorso, vista completa
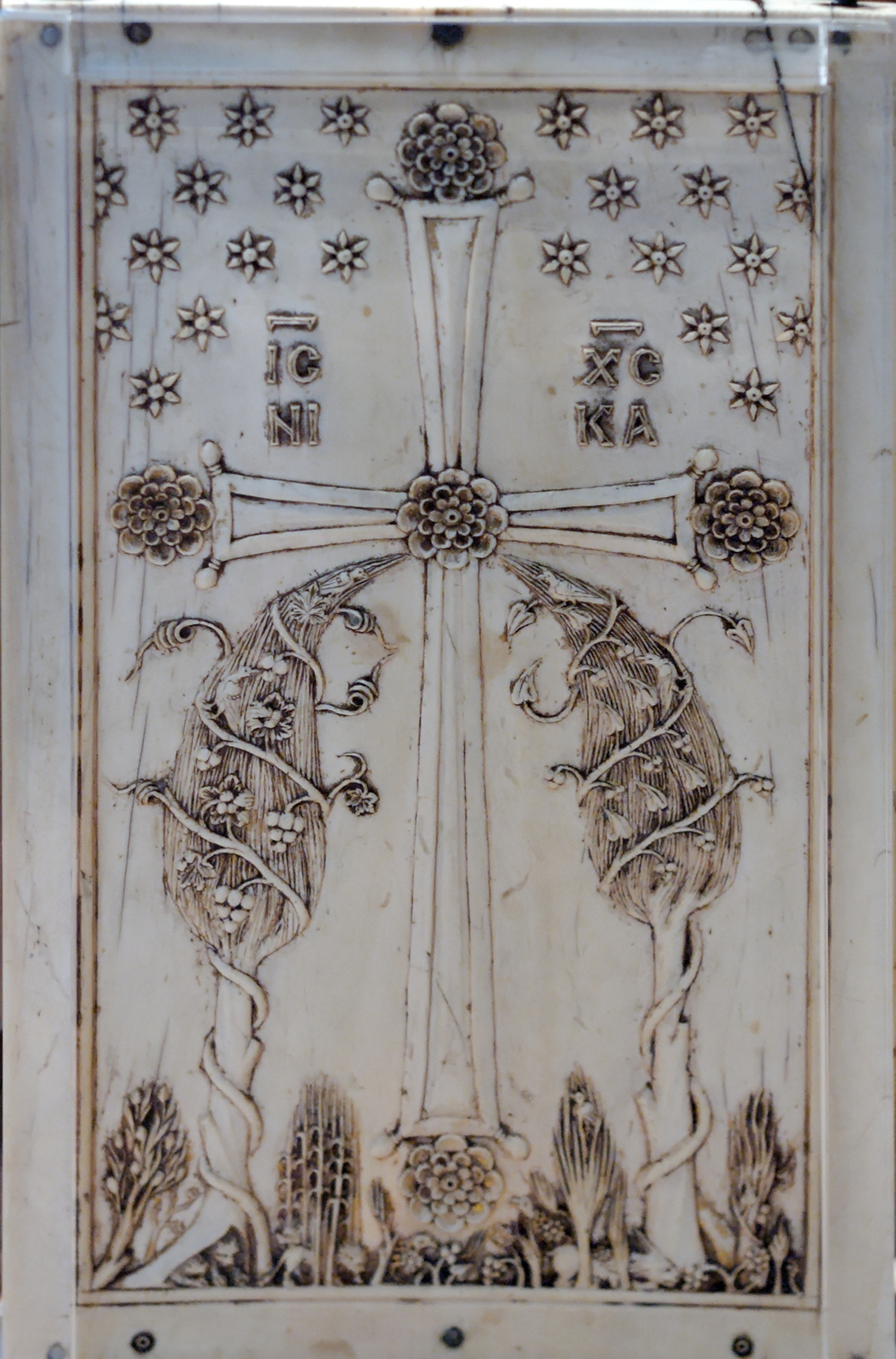
Dorso de la hoja media: representando la Cruz triunfal en el Paraíso, con dos árboles de la vida y la inscripción «Iesou Christos nika» («Jesucristo conquista»)